# Ratonero bodeguero andaluz
El ratonero bodeguero andaluz es una raza de perro española de tamaño mediano originaria de la provincia de Cádiz en Andalucía. Su nombre proviene de la principal función de dicha raza en las bodegas del Marco de Jerez: la caza de ratones que se esconden entre las barricas. La raza está reconocida por el Ministerio de Agricultura, Pesca y Alimentación del Gobierno de España, incluida en el inventario de razas autóctonas de animales de compañía de Andalucía[cita requerida] y por la Real Sociedad Canina de España. En un pleno de septiembre de 2020 del Ayuntamiento de Jerez la raza fue declarada "Patrimonio Cultural Inmaterial de la ciudad de Jerez" por decisión unánime. Desde el 3 de septiembre de 2024, la raza también está reconocida como raza independiente por la Federación Cinológica Internacional (FCI)  en el Grupo 3 - Terrier.
La gestión del libro genealógico corresponde a la Real Sociedad Canina de España, otorgado mediante Resolución de la Dirección General de Producción Agrícola y Ganadera de la Consejería de Agricultura, Pesca, Agua y Desarrollo Rural de la Junta de Andalucía.[cita requerida]

## Origen

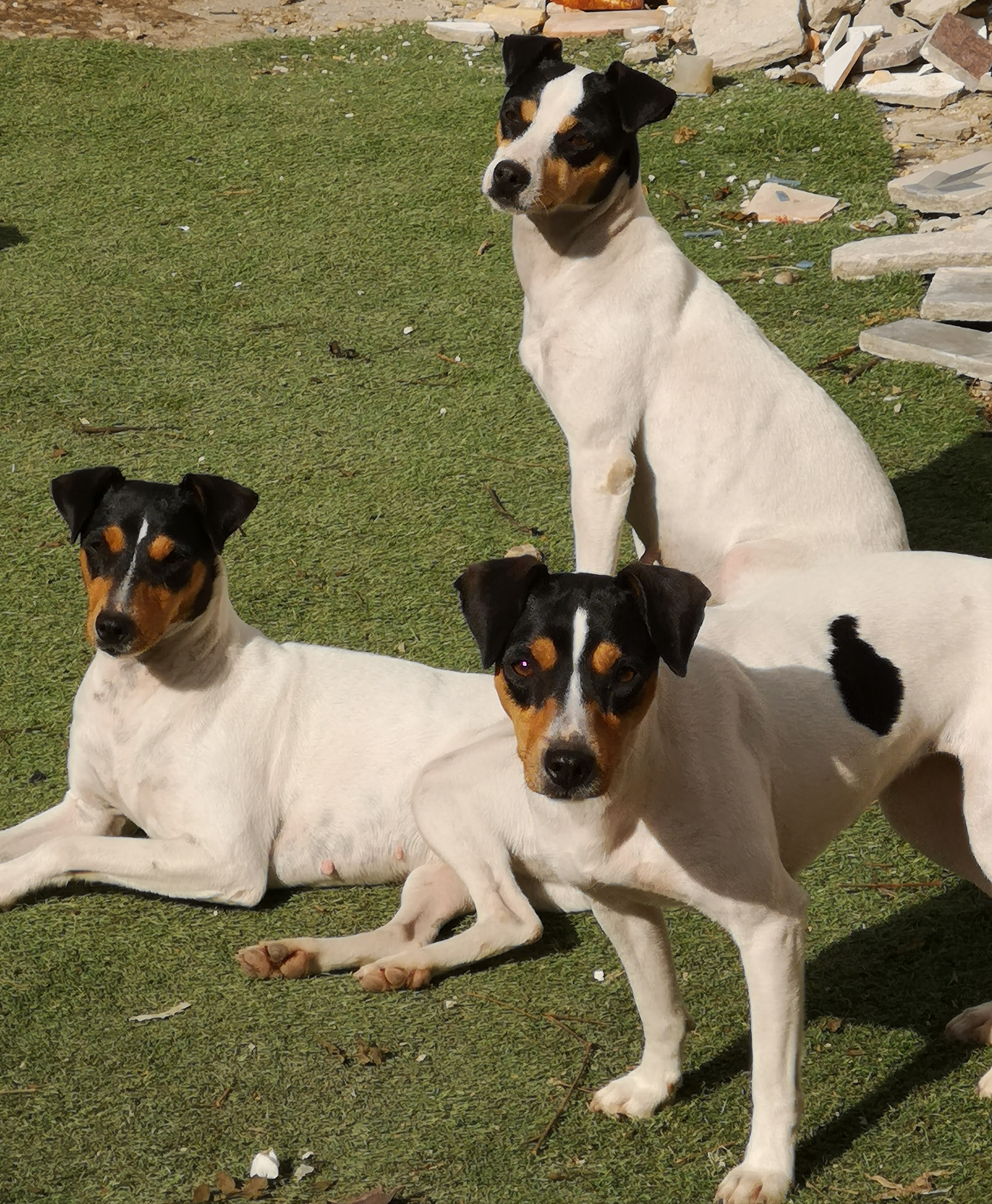
Tres Bodegueras

El origen de esta raza se encuentra en los perros terriers de los comerciantes vitivinícolas ingleses que se asentaron en la zona de crianza del Marco de Jerez (Jerez de la Frontera, Sanlúcar de Barrameda y El Puerto de Santa María) a finales del siglo XVIII y principios del XIX. Estos perros (en su mayoría fox terrier de pelo liso) se cruzaron con los que se utilizaban en las bodegas y cuadras para eliminar las ratas y ratones que se encontraban allí. El resultado fue la obtención de perros muy dotados para la caza de roedores y alimañas, que fueron cruzados entre sí y que pronto alcanzaron una gran homogeneidad. El color seleccionado fue el blanco, ya que esto hacía más fácil distinguir a los perros dentro de la oscuridad habitual en las zonas donde desarrollaban su trabajo.

## Características
El ratonero bodeguero andaluz es un perro de tamaño mediano, ágil, delgado y atlético, la cabeza es triangular, con un cráneo semiplano. Los ojos son oscuros. Dentadura completa con cierre en tijera.
El pelaje es corto y denso, que suele ser blanco. Las marcas faciales son una mezcla de color fuego, blanco y marcas de color negro (conocido como tricolor). Por lo general tienen las cejas de color fuego y siempre con una máscara melánica negra.

## Temperamento
Esta raza es vivaz, inteligente y tiene fuertes instintos de caza, destacando especialmente su tenacidad y atención, que son necesarias a la hora de cazar roedores. Tienen un olfato y una vista impecables, pueden coordinar sus movimientos y son extremadamente ágiles. 
Son conocidos por su lealtad, amabilidad y capacidad de adaptación al medio. También deben ser amigables y, según el club de la raza, buenos con los niños.

## Salud
No se han documentado enfermedades específicas para esta raza. Las siguientes constituyen faltas:
Faltas leves
- Trufa rosada o con manchas despigmentadas
- Cuerpo alargado, no cuadrado
- Extremidades muy cortas
- Grupa muy estrecha
- Ausencia de las marcas fuego en las mejillas o sobre los ojos
- Carácter tímido

Faltas graves
- Monorquidia o criptorquidia
- Manto de color blanco uniforme. Presencia de manchas rojizas sin negro en zonas no descritas en el estándar como normales
- Pelo largo, rizado o duro
- Prognatismo superior e inferior
- Mordida que no sea en tijera
- Cuerpo muy alargado
- Trufa totalmente despigmentada
- Orejas erguidas, totalmente erectas
- Orejas colgantes
- Presencia de espolones traseros
- Cualquier otro color de manto o capa distinto de los descritos en el estándar
- Carácter excesivamente tímido o agresivo
- Ejemplares que muestren claras señales de anormalidades físicas o de comportamiento atípico de la raza

## Reconocimiento y normalización de la raza

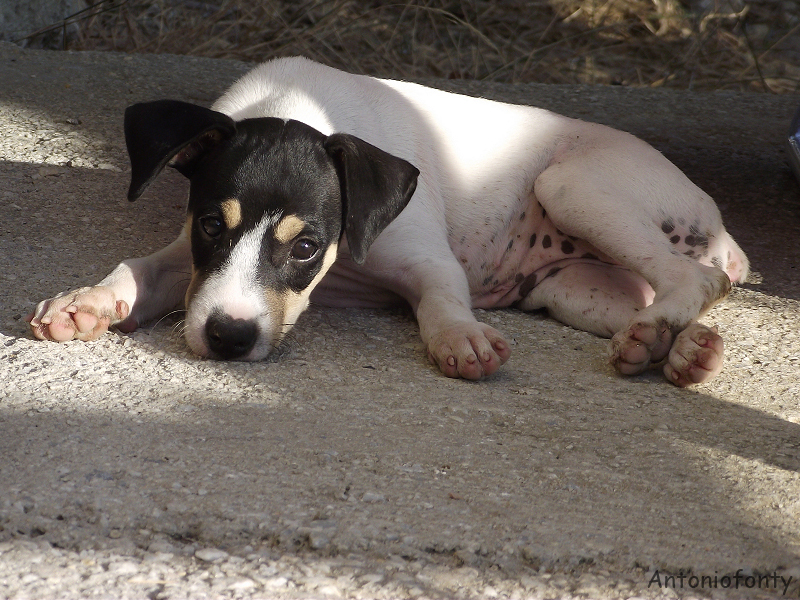
Cachorro (hembra)

En octubre de 1983 Bartolomé Benítez Pérez-Luna presentó los primeros estatutos de la asociación de criadores ante el Ministerio del Interior. Es a partir de ese momento cuando nace el Club Nacional del Perro Ratonero Andaluz. Tras la primera toma de contacto con los estamentos cinófilos en Andalucía, se crea un grupo de trabajo con el objeto de recorrer la geografía andaluza para la presentación de la raza, con la participación en demostraciones de distintas exposiciones caninas, exposiciones ganaderas y ferias de ganado. Otro paso destacado en esta etapa de la raza es la localización, medición y control de los ejemplares existentes para la posterior elaboración del estándar oficial de la raza. En este apartado cabe destacar la colaboración mostrada por criadores de la raza como Manuel Clemente, Nicolás Domecq, Antón Mateo, los hermanos Lavi, los hermanos Cuevas, todos ellos dedicados de una forma u otra a la agricultura o ganadería, reducto donde se encontraba el Ratonero Andaluz. Tras una ardua labor de control y con la inestimable colaboración de la facultad de veterinaria de Córdoba, se llega a la redacción del primer estándar oficial de la raza en 1997, el cual fue aprobado durante la asamblea extraordinaria del Club Nacional del Perro Ratonero Bodeguero Andaluz en enero de 1998, siendo presidente Bartolomé Benítez y habiéndose incorporado al club un grupo de aficionados como Sebastián Guzmán, Manuel Mateo, Juan Antonio Jaén Téllez, etc., los cuales le dieron a la raza el definitivo impulso para el posterior reconocimiento oficial de la misma.
Esta trayectoria y esfuerzo fuero reconocidos por los lectores de la revista El Mundo del Perro, que concedieron el 28 de enero de 2001, con motivo de las IV Jornadas Artero de Peluquería Canina, el trofeo Ladrido de Oro en el apartado de Organizaciones en su primera edición. El trofeo lo recogió Juan Antonio Jaén Téllez, vocal técnico del club.
Coincidiendo con el primer mandato como Ministro de Agricultura de Miguel Arias Cañete, el Club del Ratonero Bodeguero solicitó a este estamento el reconocimiento de la raza. Cabe destacar que es a solicitud de esta asociación por lo que se desarrolla y se aprueba el Real Decreto que regula las razas caninas autóctonas y las asociaciones de criadores, participando como colaborador y asesor de las mismas el presidente del club. En septiembre de 2000, ante la presencia del Ministro de Agricultura y la Real Sociedad Canina de España en Jerez de la Frontera, reconoció la raza, aprobando el estándar propuesto por el club y englobándola en el Grupo III, sección 1.ª: Terriers de talla grande y media.
El Prototipo racial del Ratonero Bodeguero Andaluz se publicó en el Boletín Oficial del Estado el 13 de agosto de 2001 mediante la Orden de 2 de agosto de 2001 por la que se actualiza el anexo del Real Decreto 558/2001, 25 de mayo, por el que se regula el reconocimiento oficial de las Organizaciones y Asociaciones de Criadores de Perros de Raza Pura.
Mediante Orden de la Consejería de Agricultura y Pesca de la Junta de Andalucía de 19 de abril de 2010 (BOJA número 81 de 28 de abril de 2010) se incluye en el inventario de razas autóctonas de animales de compañía de Andalucía.
El Ratonero Bodeguero Andaluz ha sido declarado Patrimonio cultural inmaterial de la Ciudad por el Ayuntamiento de Jerez de la Frontera en septiembre de 2020.
El Kennel Club de Finlandia aceptó a finales de 2012 que la raza participe en eventos organizados por el mismo.